# Aphrodoctopus schultzei
Aphrodoctopus schultzei är en bläckfiskart som först beskrevs av William Evans Hoyle 1910.  Aphrodoctopus schultzei ingår i släktet Aphrodoctopus och familjen Octopodidae. Inga underarter finns listade i Catalogue of Life.